# Rio Branco (Arkansas)
O rio Branco ou rio White (em inglês, White River) é um rio localizado no Arkansas, Estados Unidos. Nasce nos montes Boston ao noroeste do Arkansas, fluindo ao norte para dentro da parte meridional do Missouri, virando depois ao sudeste para reingressar no estado de Arkansas.
Continua para sul para unir-se ao rio Arkansas perto da sua fluência com o rio Mississippi. Tem 1162 km de comprimento e a sua bacia hidrográfica estende-se por 71 911 km².

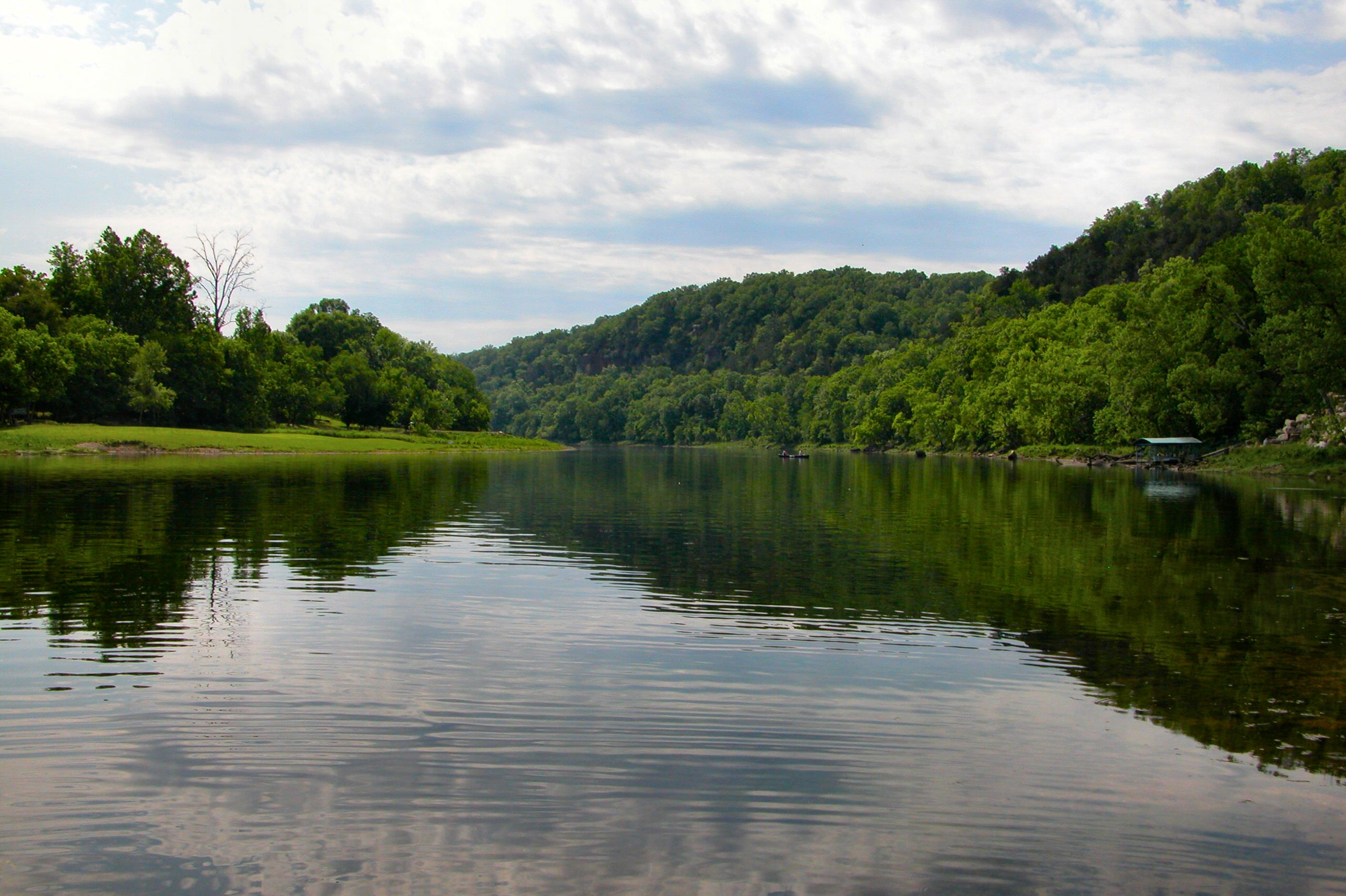
O rio White (rio Branco) perto de Flippin, Arkansas.

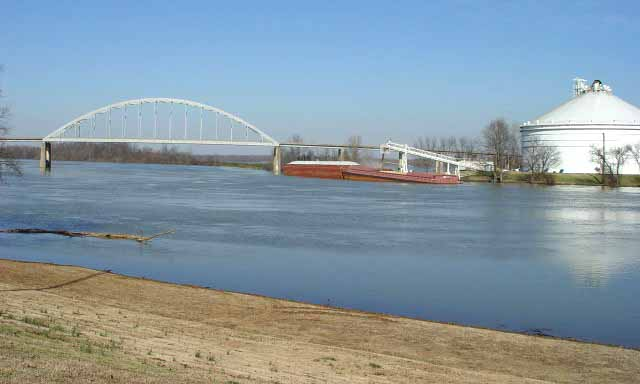
O rio White (rio Branco) perto de Des Arc, Arkansas.